# Il mago di Oz (film 1925)
Il mago di Oz (Wizard of Oz) è un film muto del 1925, per la regia di Larry Semon, tratto dai libri di L. Frank Baum. Fra gli interpreti Oliver Hardy (famoso Ollio del duo Stanlio e Ollio) nel ruolo del boscaiolo di latta oltre a Semon che interpreta il giocattolaio che racconta la storia e l'uomo di paglia.
Il film fu uno degli ultimi e più felici del regista, sceneggiatore e attore Larry Semon, più conosciuto come la maschera comica di Ridolini. Infatti egli morirà tre anni dopo nel 1928 per una polmonite, dopo essere caduto in disgrazia.

## Trama
Un fabbricante di giocattoli (Larry Semon) sta costruendo una bambola per la nipote, che gli chiede di raccontargli la storia del Mago di Oz. Il fabbricante contento apre il libro, e così racconta la storia del Regno di Oz, controllato dal Primo Ministro Kruel, dopo che la giovane principessa Dorothy è stata rapita dalla culla ancora infante. La storia si sposta in America nel Kansas, la ragazza Dorothy vive in una fattoria con il cagnolino Toto, e riceve una lettera dalla zia Emma che, appena compiuti 18 anni, diventerà la principessa di Oz. Un giorno un tornado spazza via la casa con Dorothy dentro, e la fa precipitare nel Regno di Oz, uccidendo la Strega del Nord, una delle 4 crudeli streghe che minacciavano il Regno. Qui Dorothy scopre la Città di Smeraldo, e dovrà conoscere il Grande e Potente Oz per poter scoprire il suo destino; durante il viaggio sarà accompagnata da simpatici personaggi: un Uomo di Latta, un Uomo di Paglia, e un Leone vanaglorioso, ma in realtà fifone.

## Galleria d'immagini

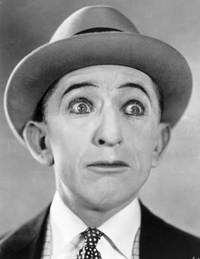
Larry Semon, interprete dello Spaventapasseri
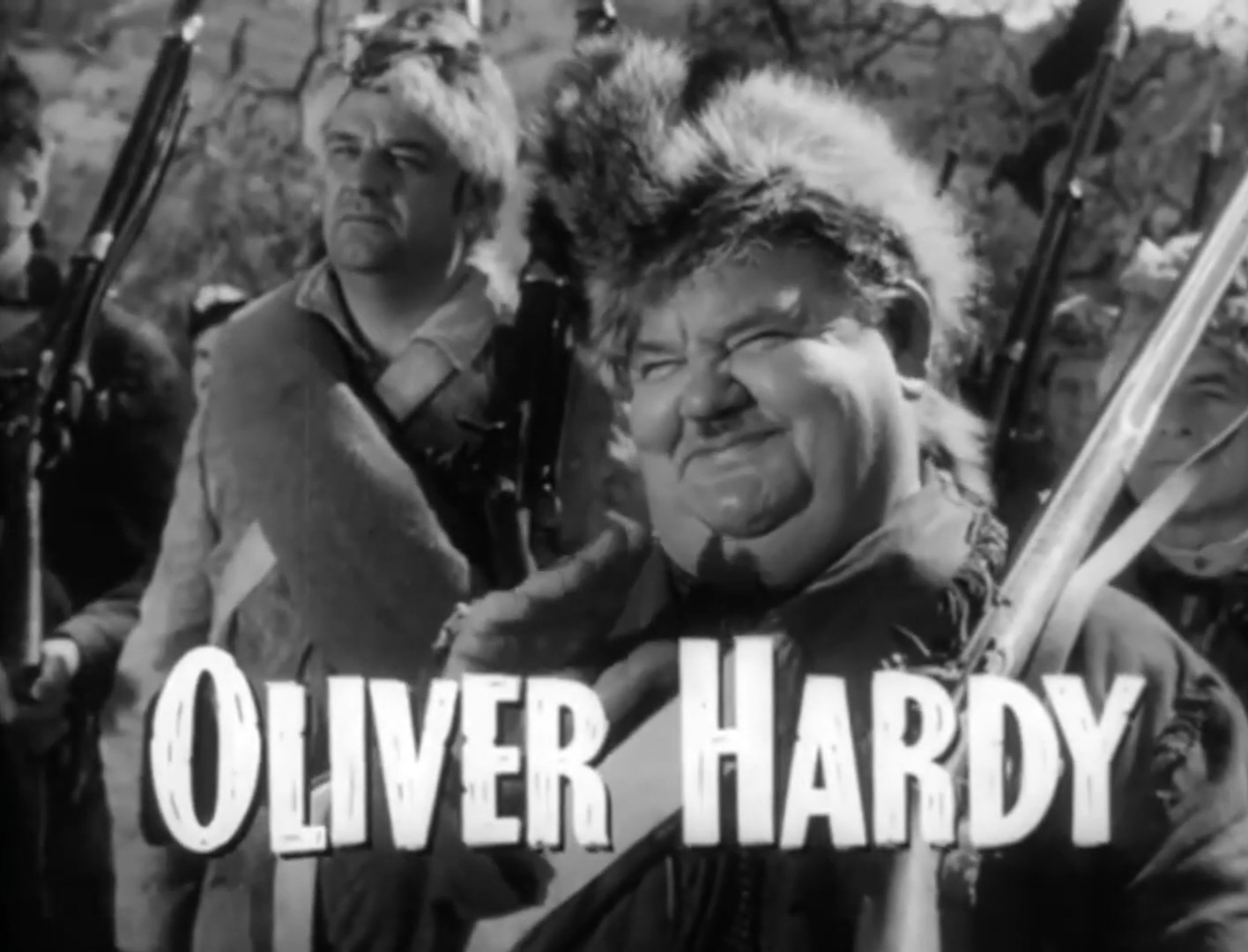
Oliver Hardy fotogramma dal trailer del film Dopo Waterloo: interprete uomo di latta
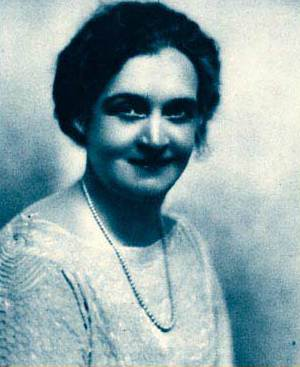
Mary Carr, interprete della Strega Cattiva
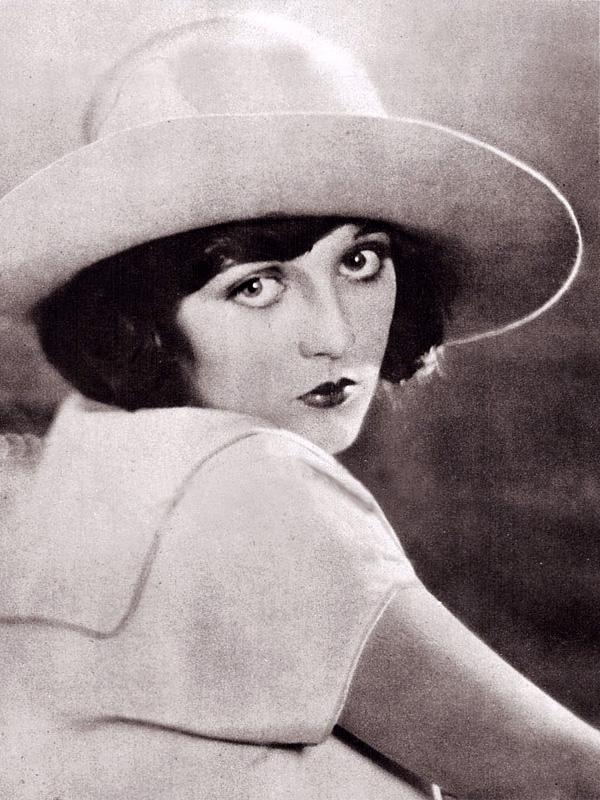
Dorothy Dwan interprete di Dorothy
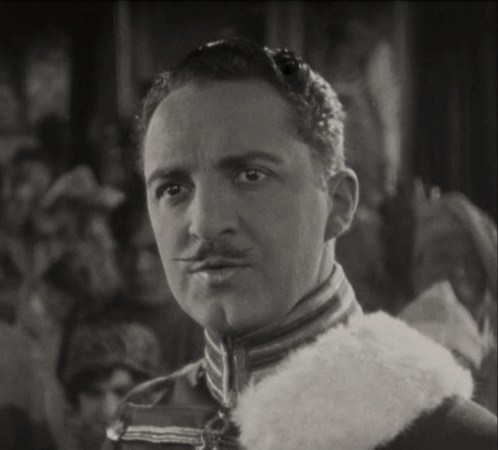
Bryant Washburn interprete di Prince Kynd in una scena del film
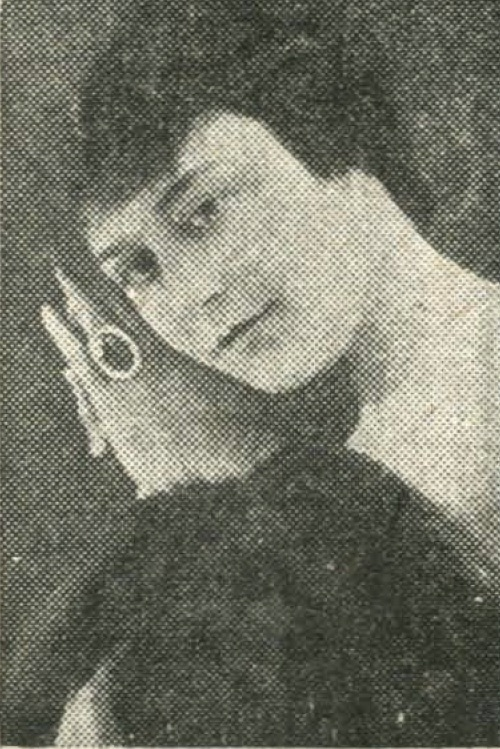
Virginia Pearson interprete di Lady Vishuss